# Хлебарка Мъртвешка глава
Мъртвешката глава (Blaberus craniifer) е вид насекомо от семейство Гигантски хлебарки (Blaberidae).

## Разпространение
Разпространени са в Централна Америка, Антилските острови и Флорида.

## Описание
Те са сравнително едри хлебарки с характерна фигура на гърба, от която идва и името им.